# Eleição presidencial do Sri Lanka em 2019
A eleição presidencial do Sri Lanka em 2019 foi a 8ª eleição presidencial, realizada em 16 de novembro de 2019. O mandato do presidente Maithripala Sirisena terminou em 9 de janeiro de 2020. Esta foi a primeira eleição presidencial no Sri Lanka onde nenhum presidente em exercício, primeiro-ministro ou líder da oposição estava disputando a presidência.
O tenente-coronel Gotabaya Rajapaksa foi o vencedor da eleição. Os resultados foram divulgados em 17 de novembro de 2019 e Gotabaya conseguiu cruzar a marca da maioria para vencer a eleição, que é denominada como vitória esmagadora.